# Harry Hopman
Henry Christian Hopman, Harry Hopman (ur. 12 sierpnia 1906 w Glebe, zm. 27 grudnia 1985 w Seminole) – australijski tenisista, zwycięzca siedmiu turniejów wielkoszlemowych w grze podwójnej i mieszanej, legendarny kapitan i twórca potęgi reprezentacji Australii w Pucharze Davisa.

## Kariera tenisowa
Syn dyrektora szkoły, w młodości oprócz tenisa z powodzeniem uprawiał krykiet i squasha (trzykrotnie zdobył mistrzostwo Australii). Był czołowym tenisistą australijskim na przełomie lat 20. i 30., trzykrotnym finalistą mistrzostw Australii w grze pojedynczej, reprezentantem w Pucharze Davisa (z bilansem 4 zwycięstw i 5 porażek w singlu, 4 zwycięstw i 3 porażek w deblu). W latach startów zawodniczych Hopmana w Pucharze Davisa (1928, 1930, 1932) Australia nie odgrywała pierwszoplanowej roli, a trofeum przypadało słynnym francuskim „Czterem Muszkieterom Tenisa”. Przypuszczalnie za największy sukces Hopmana w grze pojedynczej na arenie międzynarodowej można uznać ćwierćfinał mistrzostw USA w 1938, kiedy Australijczyk pokonał rozstawionego z piątym numerem Elwooda Cooke oraz przyszłego triumfatora tego turnieju Dona McNeilla, by ulec dopiero Donowi Budge’owi 3:6, 1:6, 3:6, który dwa mecze później zapewnił sobie pierwszego w historii tenisa Wielkiego Szlema.
Hopman wygrał dwa razy grę podwójną w mistrzostwach Australii, partnerując Jackowi Crawfordowi. W 1930 triumfował w tym turnieju po raz pierwszy w grze mieszanej. W meczu finałowym doszło do spotkania dwóch przyszłych par małżeńskich – z Hopmanem wystąpiła Nell Hall, z Jackiem Crawfordem Marjorie Cox. Kolejne tytuły mistrzowskie w grze mieszanej w Australii Hopman i Hall zdobyli już jako małżonkowie, w 1936, 1937 i 1939. W 1939 Hopman został również mikstowym mistrzem USA, w parze z reprezentantką gospodarzy Alice Marble. Kilkakrotnie przegrywał finały w imprezach wielkoszlemowych – w deblu w Australii w 1931 i 1932, we Francji w 1930 i 1948, w mikście na Wimbledonie w 1932 i 1935. W swoim jedynym wielkoszlemowym finale po II wojnie światowej na mistrzostwach Francji w 1948 uległ, grając w parze z Frankiem Sedgmanem, Jaroslavowi Drobnemu i Lennartowi Bergelinowi. Wymieniając sukcesy zawodnicze Hopmana warto wspomnieć o wygranej w międzynarodowych mistrzostwach Włoch w 1935, kiedy w mikście Australijczykowi partnerowała Jadwiga Jędrzejowska.
W historii tenisa Harry Hopman zapisał się jednak przede wszystkim nie jako zawodnik, a trener i kapitan reprezentacji Australii w Pucharze Davisa. Poprowadził swoich rodaków do szesnastu triumfów w tych prestiżowych rozgrywkach, pełniąc funkcję kapitana (z przerwą) w latach 1938–1969 (łącznie w 22 edycjach). Po raz pierwszy wystąpił w roli kapitana w 1938, powołując do ekipy Johna Bromwicha i Adriana Quista. Amerykanie zdołali w finale w Filadelfii obronić trofeum, dysponując silnym składem – w grze pojedynczej Don Budge i Bobby Riggs, w deblu para Don Budge-Gene Mako. Niezrażony Hopman w kolejnym finale również postawił na Quista i Bromwicha i tym razem odniósł pełny sukces. Wprawdzie osłabieni brakiem Budge’a (przeszedł na zawodowstwo) Amerykanie prowadzili po pierwszym dniu 2:0 (Riggs wygrał z Bromwichem, a Frank Parker z Quistem), ale kolejne punkty przypadły ekipie Hopmana – najpierw Bromwich i Quist pokonali w deblu Jacka Kramera i Joe Hunta, potem Quist odniósł pięciosetowe zwycięstwo nad Riggsem (wyrównując stan meczu), wreszcie Bromwich zadecydował o sukcesie ekipy z antypodów po łatwym zwycięstwie nad Parkerem.
Wybuch II wojny światowej przerwał rywalizację w Pucharze Davisa (chociaż rozgrywano w latach wojny mistrzostwa USA). Po wznowieniu rozgrywek federacja australijska zrezygnowała z usług Hopmana, który zajął się pracą dziennikarską. Cztery edycje z rzędu Pucharu Davisa (1946-1949) przyniosły jednak sukces Amerykanom i w tej sytuacji ponownie kapitanem Australii został Hopman. W 1950 oświeżył on skład, powołując młodszych Franka Sedgmana i Kena McGregora, którzy uzupełnieni o doświadczonego Bromwicha odzyskali trofeum. W kolejnych latach Australia, stale prowadzona przez Hopmana, niemal zmonopolizowała rozgrywki pucharowe. Między 1950 a 1967 jedynie trzy razy udało się Puchar Davisa przejąć Amerykanom (1954, 1958, 1963). Zdecydowana większość finałów w tym okresie toczyła się między Australią i USA, ale od lat 60. skutecznie do rywalizacji włączyły się także Włochy z Nicolą Pietrangeli, Hiszpania z Manuelem Santaną, Meksyk z Rafaelem Osuną, a także Indie z Ramanathanem Krishnanem.
Hopman kładł przede wszystkim nacisk na przygotowanie fizyczne swoich podopiecznych. Nazywany „Lisem” (Fox) i „Cudotwórcą” (Miracle Man), miał opinię trenera, który potrafił uzyskać szczyt formy u zawodników, także tych najwybitniejszych. Do grupy „chłopców Hopmana”, dominujących w latach 50. i 60. na światowych kortów, a potem odgrywających wiodące role w tenisie zawodowym, zaliczano poza Sedgmanem i McGregorem Lew Hoada, Kena Rosewalla, Ashleya Coopera, Merva Rose, Rexa Hartwiga, Mala Andersona, Neale Frasera, Roya Emersona, Roda Lavera, Johna Newcombe, Freda Stolle, Tony’ego Roche. Z najmłodszymi zawodnikami – Johnem Alexandrem i Philem Dentem – Hopman nie zdołał już zdobyć Pucharu Davisa. Z funkcji kapitana reprezentacji zrezygnował w 1969, po niespodziewanej porażce z Meksykiem. Pożegnanie Hopmana z zespołem narodowym niemal zbiegło się z tragedią meksykańskiego bohatera pucharowego, Rafaela Osuny, który wkrótce potem zginął w katastrofie lotniczej.
Zakończywszy pracę z zespołem australijskim Hopman osiedlił się na stałe w USA. Został cenionym trenerem zawodowym, prezydentem Port Washington Tennis Academy. Doradzał takim zawodnikom, jak John McEnroe czy Vitas Gerulaitis. Później przeniósł się na Florydę, gdzie w Largo założył Hopman Tennis Academy. Szkołę tę prowadził z drugą żoną Lucy (Nell Hopman zmarła w 1968). W 1978 został wpisany do Międzynarodowej Tenisowej Galerii Sławy. Zmarł w grudniu 1985.
W uznaniu zasług Hopmana dla tenisa, a także jego sukcesów w grze mieszanej, jego imię nosi turniej nazywany nieoficjalnymi mistrzostwami świata w mikście. Puchar Hopmana zainaugurowano w 1991 w Perth, a regularnym gościem tej imprezy jest Lucy Hopman.

## Osiągnięcia w turniejachwielkoszlemowych
- mistrzostwa Australii
  - gra pojedyncza – finały 1930, 1931, 1932
  - gra podwójna – wygrane 1929, 1930 (obie z Jackiem Crawfordem), finały 1931 (z Jackiem Crawfordem), 1932 (z Geraldem Pattersonem)
  - gra mieszana – wygrane 1930, 1936, 1937, 1939 (wszystkie z Nell Hall Hopman)
- mistrzostwa Francji
  - gra podwójna – finały 1930 (z Jimem Willardem), 1948 (z Frankiem Sedgmanem)
- Wimbledon
  - gra mieszana – finały 1932 (z Josane Sigart), 1935 (z Nell Hall Hopman)
- mistrzostwa USA
  - gra mieszana – wygrana 1939 (z Alice Marble)

## Wygrane wPucharze Davisa
- jako kapitan
  - 1939, 1950, 1951, 1952, 1953, 1955, 1956, 1957, 1959, 1960, 1961, 1962, 1964, 1965, 1966, 1967

## Finały singlowe w turniejach wielkoszlemowych
- mistrzostwa Australii 1930 – 3:6, 1:6, 3:6 z Garem Moonem
- mistrzostwa Australii 1931 – 4:6, 2:6, 6:2, 1:6 z Jackiem Crawfordem
- mistrzostwa Australii 1932 – 6:4, 3:6, 6:3, 3:6, 1:6 z Jackiem Crawfordem